# Tesoro de Guarrazar

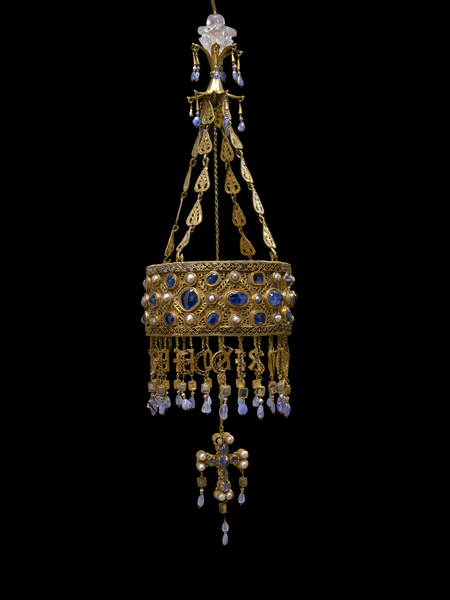
Corona de Recesvinto expuesta en el Museo Arqueológico Nacional (España).

El tesoro de Guarrazar es un tesoro de orfebrería visigoda compuesto por coronas y cruces que varios reyes del reino visigodo de Toledo ofrecieron en su día como exvoto. Fue hallado entre los años 1858 y 1861 en el yacimiento arqueológico denominado huerta de Guarrazar, situado en la localidad de Guadamur, muy cerca de Toledo.  Las piezas están repartidas entre el Musée Cluny de París, la Armería del Palacio Real,      el Museo Arqueológico Nacional y la Galería de las Colecciones Reales, estos tres últimos en Madrid.

## Composición
Entre todas las piezas halladas, las más valiosas son las coronas votivas de los reyes Recesvinto y Suintila; esta última fue robada en el año 1921 y todavía no recuperada. Ambas de oro, engastadas principalmente con perlas y zafiros tallados en cabujón. Hay también otras coronas más pobres y más pequeñas y cruces votivas. También se hallaron cinturones, hoy desaparecidos.
La tradición de los talleres de orfebrería de la península ibérica se remonta a la prehistoria, pero la de época visigoda está muy vinculada a la orfebrería bizantina. Se emplea, además del engastado, la técnica de incrustar las piedras en alvéolos, que fue la preferida por los pueblos germánicos; es la técnica empleada en las letras de las coronas, que están ejecutadas con alvéolos de oro donde se han incrustado granates tallados en el hueco. En la corona votiva de Recesvinto, estas letras colgantes dicen en latín lo siguiente: RECCESVINTVS REX OFFERET  (El rey Recesvinto la ofreció).  Los adornos repujados de las aspas de las cruces son de tipo germánico, pero la forma de las coronas votivas es totalmente bizantina. Las coronas del tesoro son de tipo votivo, no aptas para ser lucidas como tocado.
Las presencia de joyas bizantinas en los tesoros visigodos era tan abundante, según los testimonios literarios, que en las iglesias de Mérida «había joyas para llenar varios carros» (Vidas de los padres emeritenses). Fuentes árabes testimonian que al entrar los musulmanes en Toledo, encontraron en la catedral una serie de coronas votivas que los reyes visigodos habían ido donando, y que muchas fueron fundidas en ese momento para aprovechar los metales nobles. Las joyas de la iglesia de Toledo y las del tesoro real fueron causa de envidias y graves disputas entre los conquistadores árabes. Una gran parte de estas coronas y cruces debieron ser escondidas por los clérigos visigodos, como ocurrió con las que estaban en el cercano monasterio de Santa María de Sorbaces.

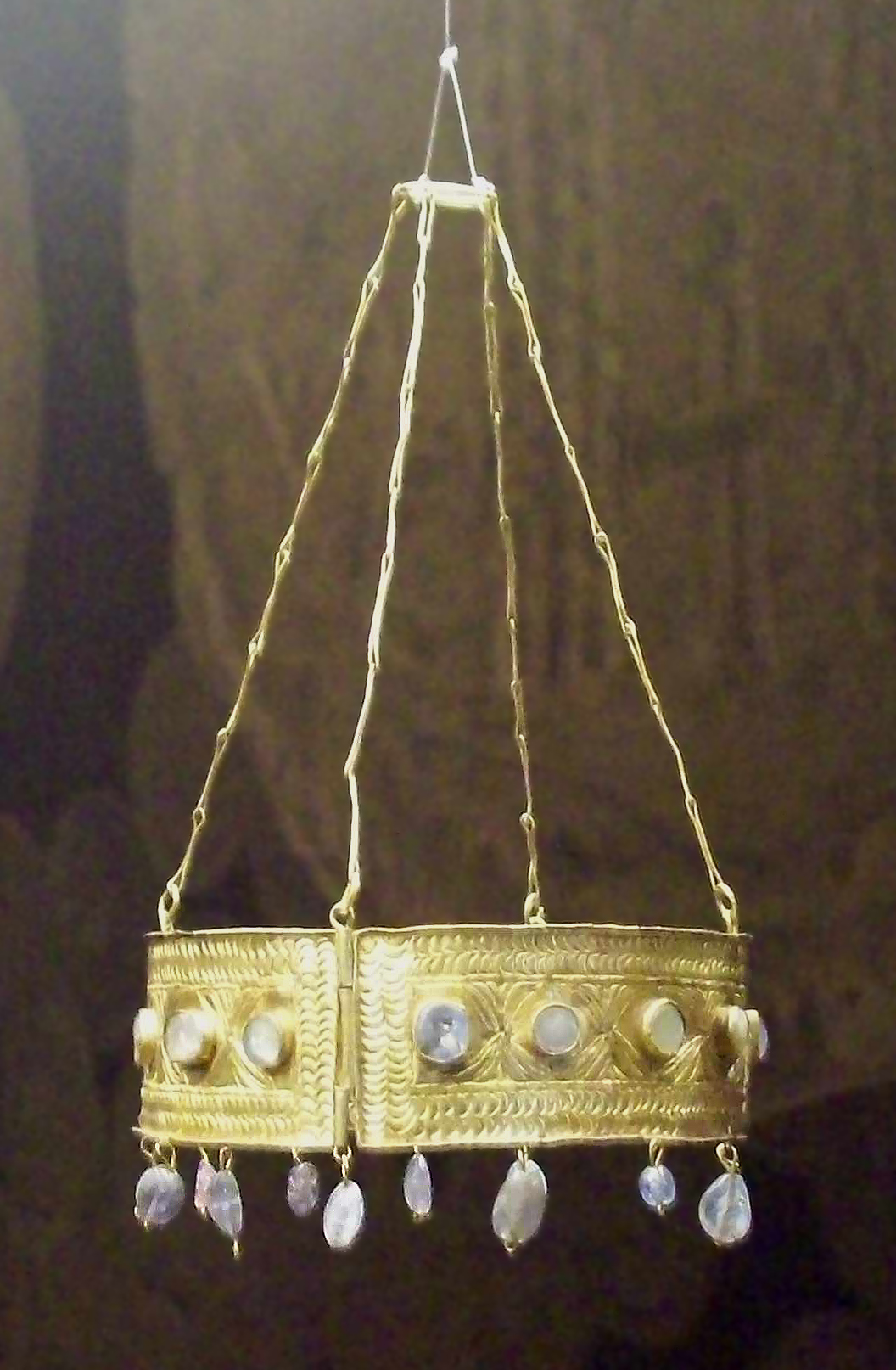
Una de las coronas votivas.
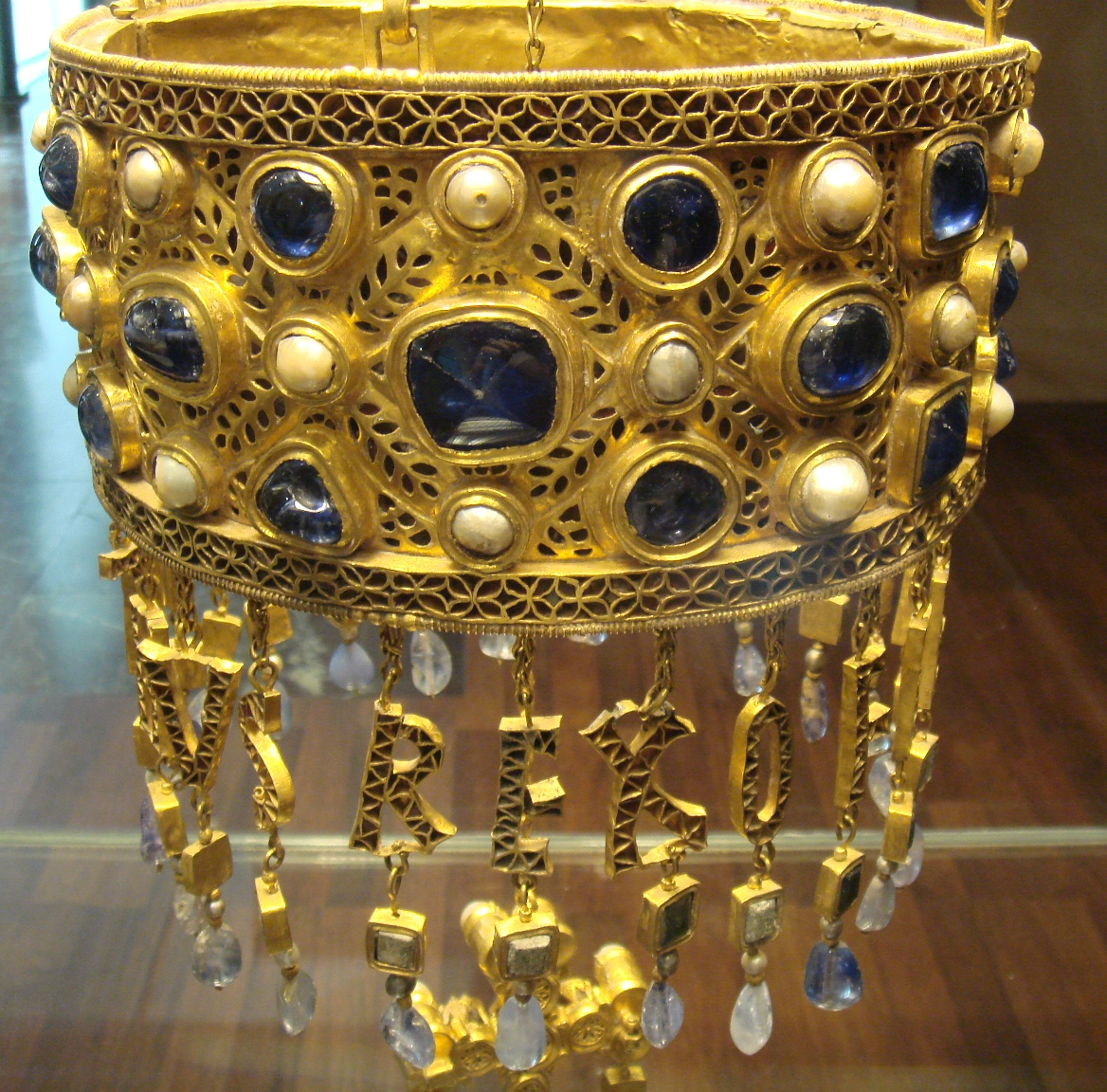
Detalle de la corona de Recesvinto.
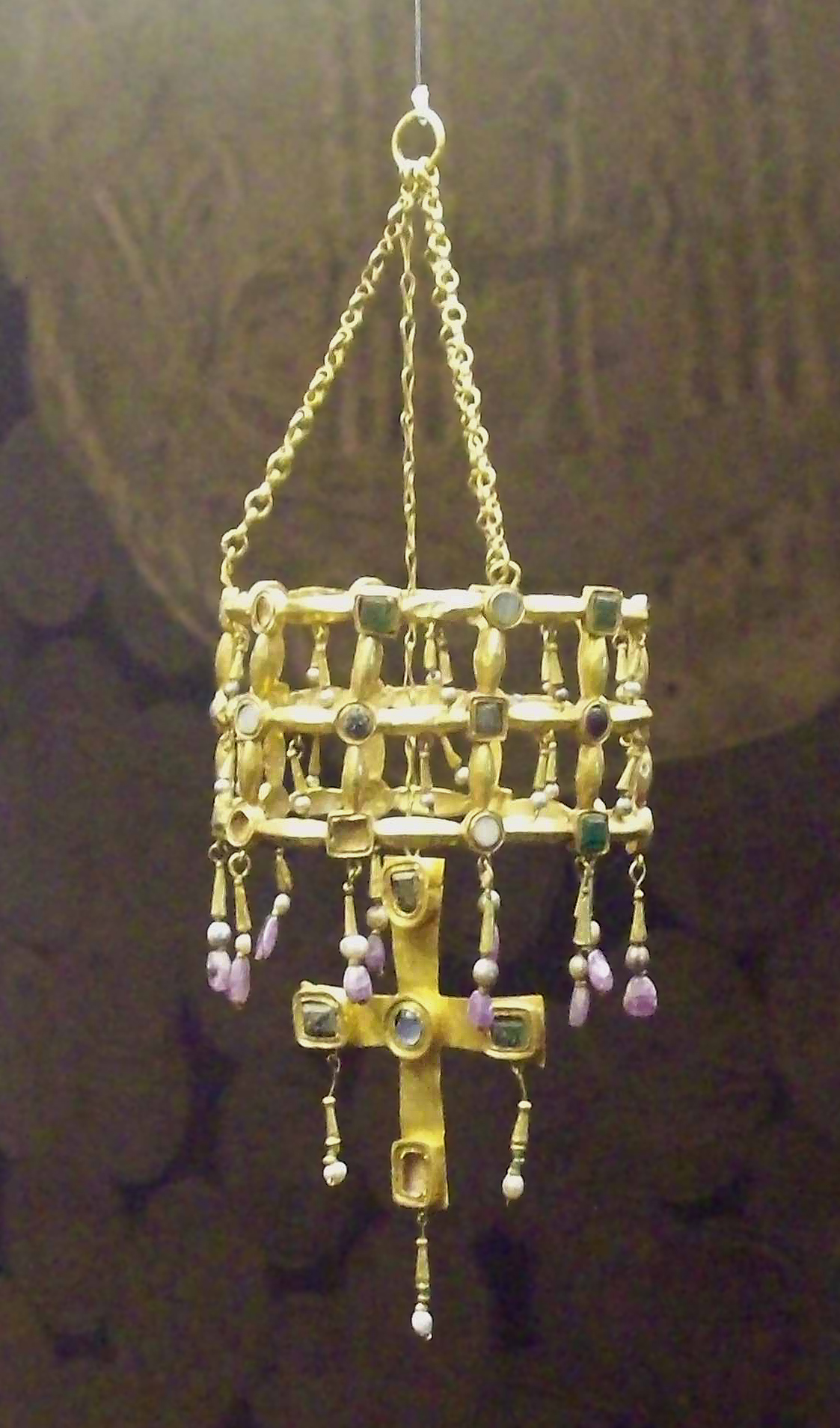
Corona y cruz votivas.
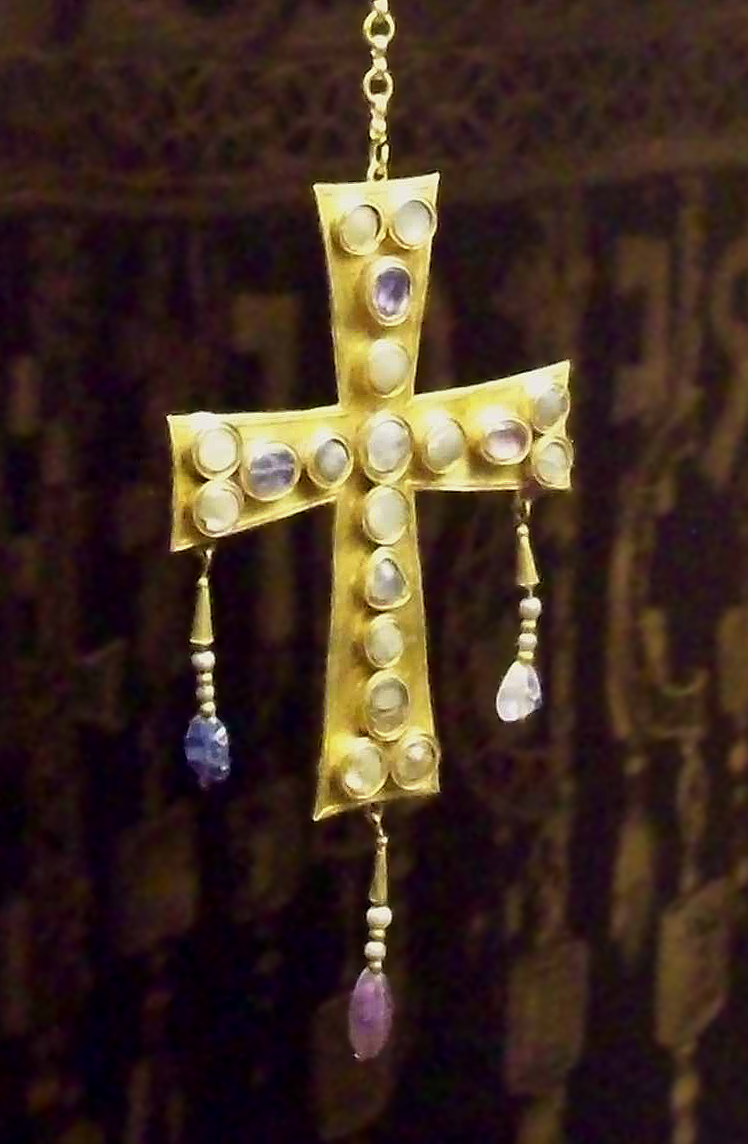
Cruz votiva.
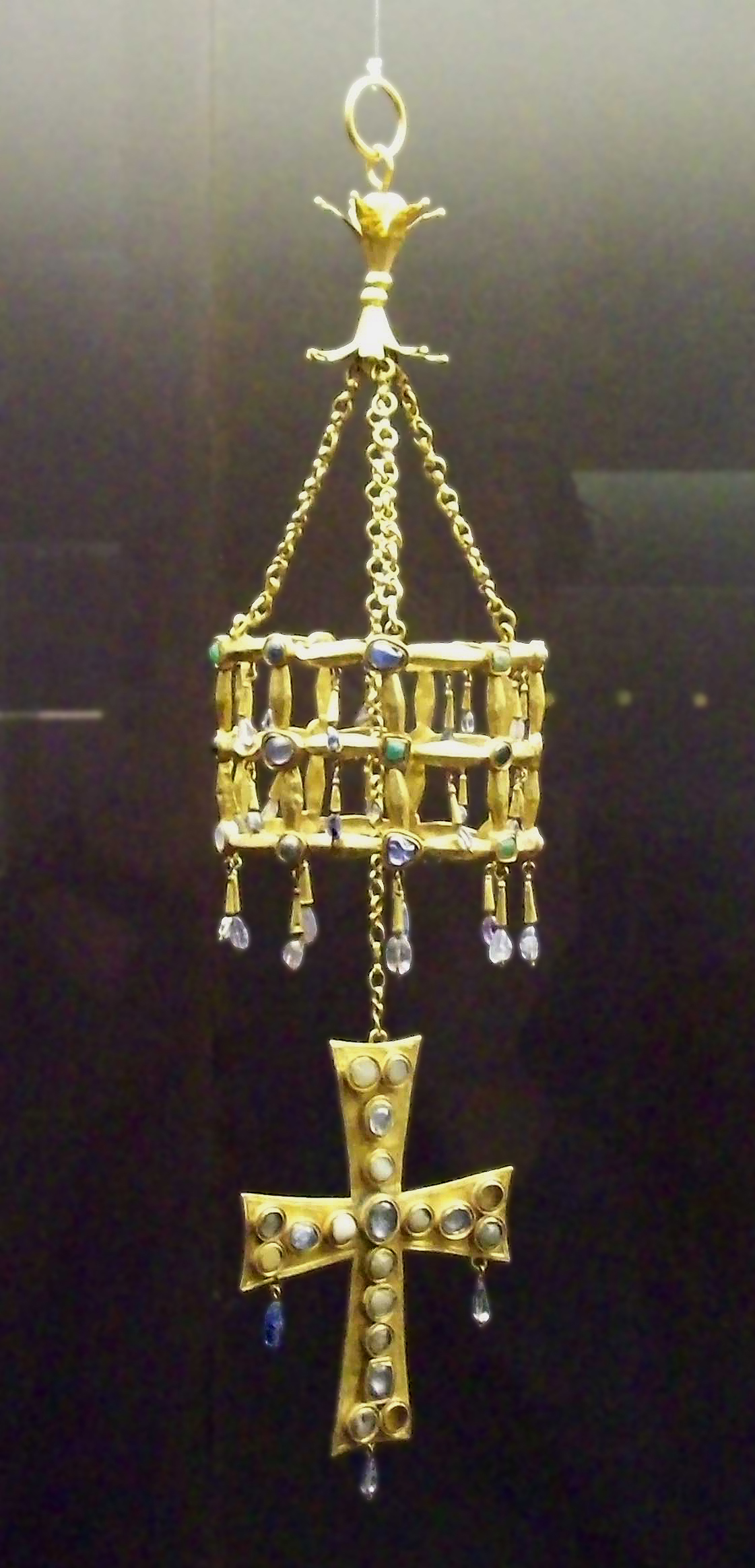
Corona y cruz votivas.
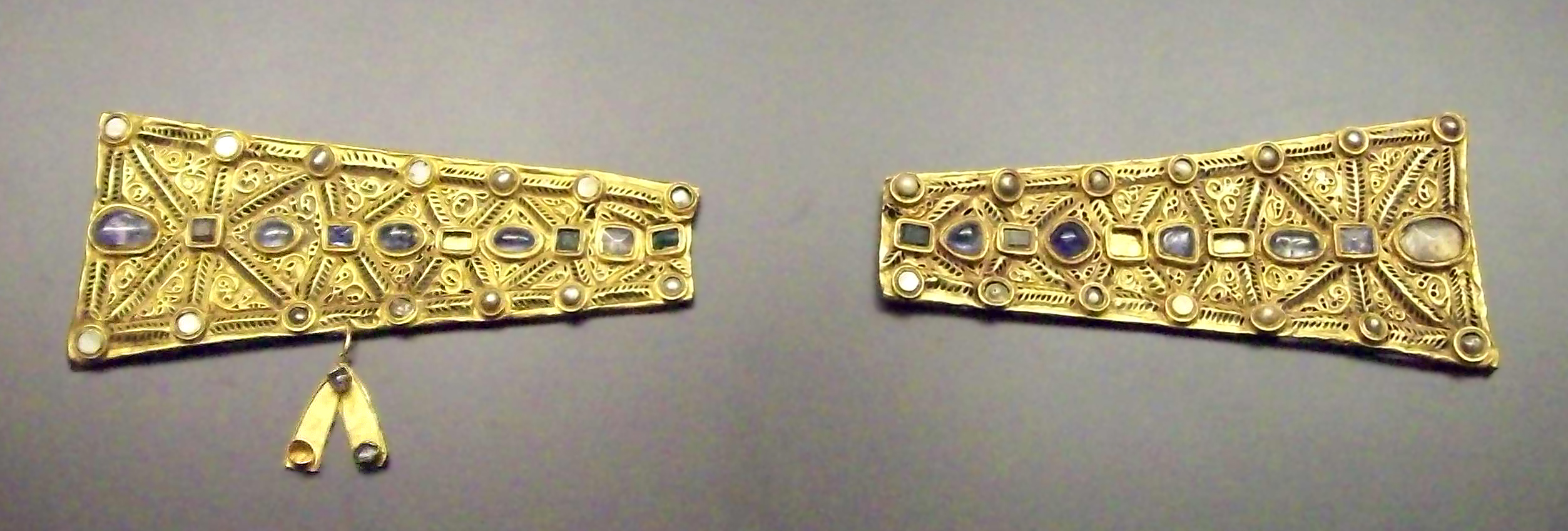
La Gran Cruz.

## Historia del descubrimiento
Parte del tesoro de Guarrazar fue hallado por casualidad. En el año 1858 hubo unas lluvias torrenciales que causaron el desmoronamiento del terreno donde estaba la iglesia del monasterio de Santa María de Sorbaces, en Guadamur, localidad distante 11 km de Toledo. Había sido ocultado en dos "cajas" revestidas de hormigón romano, que tenían una profundidad de 1,60 m y dejaban un hueco en cuadro de 0,75 m, junto al sepulcro de un presbítero llamado Crispino o Crispín, que curiosamente conserva una lápida funeraria de época visigoda. Cada uno de los depósitos tuvo un descubridor distinto. Fue la primera, una niña: Escolástica Morales, hijastra de Francisco Morales, labrador de cuarenta años de edad, quien desarticuló muchas de las joyas y vendió fragmentos y componentes en viajes frecuentes a los obradores de plateros toledanos. El francés A. Herouart, profesor en Toledo y amigo de Morales, adquirió las alhajas que este aún tenía en su poder y se hizo con la tierra donde apareció el tesoro. Herouart vendió las joyas a un diamantista, José Navarro, quien recompuso algunas coronas, rescatando lo que aún no habían fundido los plateros de Toledo. En 1859 Navarro viaja a París y negocia la venta de las ocho coronas y seis cruces pendientes al Gobierno francés. La venta se publicó en varias revistas galas. El rápido eco de la noticia en España desató la intervención de la Comisión Provincial de Monumentos, primero, y la del Gobierno de la nación, después, que inició la rápida reclamación diplomática, una investigación judicial y excavaciones arqueológicas en el lugar. 
El segundo lote sufrió también continuadas mermas por ventas de su descubridor, Domingo de la Cruz. En marzo de 1861, ante la dificultad de dar salida a sus joyas, optó por obsequiar a la reina Isabel II las dos joyas que le quedaban, y entre ellas la corona de Suintila. 
Hoy, tras numerosos avatares, las joyas remanentes del Tesoro de Guarrazar se conservan en tres instituciones diferentes. 

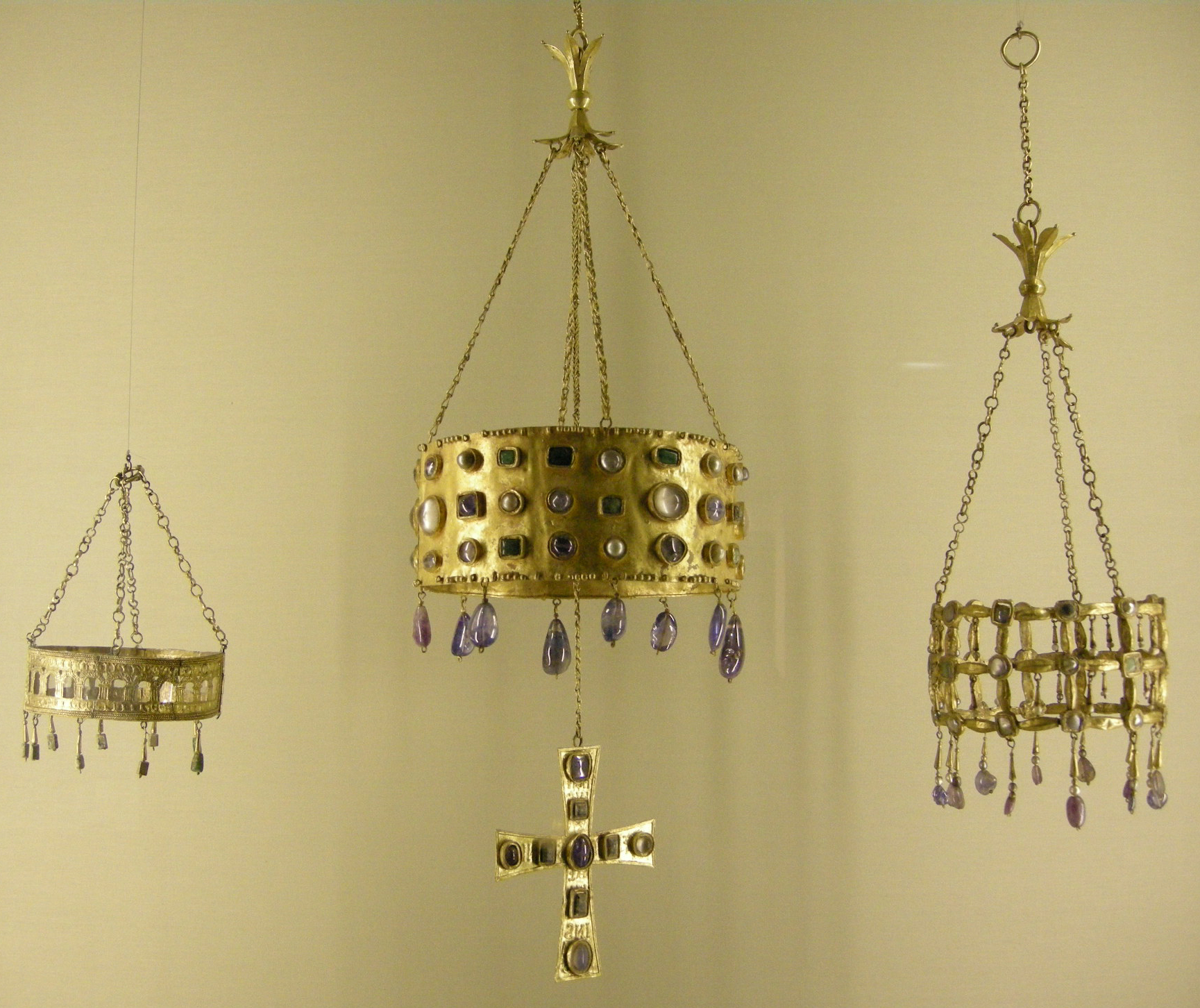
Coronas votivas del Tesoro de Guarrazar conservadas en el Museo de Cluny en París.

El Museo de Cluny parisino guarda tres coronas, la de Sonnica, con cruz pendiente, otra decorada con arquillos y la tercera de retícula abalaustrada, una cruz colgante, la R pendiente de la corona de Recesvinto que se encuentra en España, que iniciaba su nombre, otros dos colgantes y cuatro elementos de suspensión. 
En el Museo Arqueológico Nacional de Madrid se conservan las alhajas devueltas por Francia en 1941: son las seis coronas, la de Recesvinto, dos de lámina de oro con decoración repujada y tres de retícula abalaustrada, junto con cuatro cruces pendientes; además, existe un conjunto de elementos sueltos, venidos del Gabinete de Antigüedades de la Biblioteca Nacional, al constituirse el museo: el brazo de gran cruz, el Alfa colgante y otros fragmentos y piedras sueltas. En realidad, el llamado "brazo" son dos planchas de oro de 22 cm de anchura por 10,5 cm de altura máxima en uno de sus extremos y 5 cm en el otro. Formaban  parte de una cruz patada. Las planchas forrarían un alma de madera, pero tras las idas y venidas a los plateros de Toledo, etc., la cruz quedó destruida y tan solo había sobrevivido un brazo de ella. 
Finalmente, en el Palacio Real de Madrid aún quedan, procedentes del segundo lote, la corona del abad Teodosio, la cruz del obispo Lucecio, una esmeralda grabada, además de pedrería y colgantes desprendidos. En octubre de 1936 desaparecieron varios fragmentos y piezas. La Corona de Suintila fue robada de la Real Armería del Palacio Real durante la mañana del 4 de abril de 1921 y jamás se pudo seguir su rastro. También desapareció un trozo de corona de enrejado. El robo se divulgó poco, solo La Época hizo una publicación más extensa con grabados, para que sirviese de guía en la búsqueda de lo sustraído. Al parecer fueron localizados los autores del robo, pero no los objetos sustraídos.
El estudio gemológico de Juan S. Cozar y Cristina Sapalski reveló que el Tesoro de Guarrazar contiene 243 zafiros azules, cuyas características los hacen procedentes de la antigua Ceilán, hoy Sri Lanka, 3 cordieritas azules o iolitas, 14 esmeraldas, 1 aguamarina, 2 adularias o piedras de luna, 21 cuarzos amatista, 9 cuarzos hialinos, 6 calcedonias azuladas, 169 perlas, 154 piezas de nácar, 56 vidrios artificiales verdes, 26 vidrios artificiales azules, 2 pardo-anaranjados, 26 de color indefinido, 1 rojo y muchas piezas diminutas de granate piropo-almandino.